# Бар-Кунар
Бар-Куна́р (пушту برکنر‎, дари برکنر Barkonar) — район провинции Кунар в Афганистане. Расположен в северо-восточной части провинции. Он граничит с районом Асадабад на юго-западе, провинцией Нуристан на северо-западе, районом Нари на северо-востоке и районом Дангам на юго-востоке. Районный центр — деревня Асмар (35°02′02″ с. ш. 71°21′30″ в. д.), расположенная в южной части района. На территории района преобладает гористый рельеф. Считается, что борьба против советских войск (см. Афганская война) началась в этом районе.
Население — 19 500 человек (по данным 2006 года). Национальный состав — 100 % пуштуны.